# Prosper Rosier-Martin
Denis Prosper Rosier dit Rosier-Martin, né à Chaumont-la-Ville le 12 octobre 1820  et mort le 15 décembre 1885 à Vrécourt, est un maître fondeur de cloches et industriel français du XIXe siècle.

## Biographie et carrière
Prosper Rosier est le fils de Jean-Baptiste Rosier (1790-1869), maître fondeur de cloches et de Marie-Marguerite Liébaut (1794-1854).
Prosper Rosier est descendant d'une lignée de fondeurs de cloches lorrains originaire du Bassigny dans l'ancien duché de Bar.
Il commence à apprendre le métier avec son père à l'âge de quinze ans.

### La fonderie Rosier-Martin
En 1851, il dirige sa propre fonderie à Vrécourt à proximité de l'ancienne citadelle de La Mothe-en-Bassigny et, suivant la tradition des fondeurs de cloches il accole à son propre nom celui de sa femme, sa fonderie sera connue de 1860 à 1876 sous le nom de fonderie "Rosier-Martin".
La devise de sa fonderie était « À l’Accord parfait ». 
En 1867, sa fonderie fond la cloche l'Impératrice pour l'Église Saint-Denys-de-l'Estrée qui venait d'être construite par l'architecte Eugène Viollet-le-Duc.

### Un baptême impérial
En 1869, Prosper Rosier-Martin réalise les trois cloches de l'Église Saint-Ambroise de Paris.
Les cloches furent baptisées par l'archevêque de Paris, Georges Darboy en présence de l'empereur Napoléon III et de l'impératrice Eugénie qui furent tous deux respectivement parrain et marraine de la cloche Eugénie.

### Soutien au pape Pie IX
En 1875, Il réalise une sonnerie de trois cloches pour l'Église Saint-Martin de Vrécourt dans les Vosges. Sur l'une d'entre elles, Marie-Amélie, il exprime son soutien au pape Pie IX  qui venait d'être spolié des États pontificaux à la suite de l'unification italienne, le Risorgimento. L'une des matrices de ses cloches arbore l'Emblème de la papauté avec la Tiare pontificale.
En 1874, il invente un système de suspension pour les cloches,.
Peu avant de revendre sa fonderie de cloches en mars 1876 à Ferdinand Farnier (1849-1924) de Robécourt, il livre une sonnerie pour l'Église Saint-François-Xavier de Paris.
Prosper Rosier-Martin décède le 15 décembre 1885 à Vrécourt.